# Luigi Boggio (politico)
Luigi Boggio (Nicosia, 2 gennaio 1942) è un politico italiano.

## Biografia
Luigi Boggio appartiene alla generazione delle magliette a strisce degli anni '60 contro il governo Tambroni e  partecipe  nel movimento studentesco messinese. Ha svolto attività prima sindacale, come segretario provinciale della Flai di Enna dopo della Camera del Lavoro di Lentini e successivamente  segretario provinciale CGIL Enna. Sempre ad Enna viene chiamato a dirigere la federazione provinciale del PCI e dopo ancora in segreteria regionale per poi essere eletto nelle liste del Partito Comunista Italiano alla Camera dei deputati, VIII legislatura, circoscrizione della Sicilia Orientale. È stato componente della Commissione parlamentare industria e commercio e in quella bicamerale, con la funzione di segretario, per l'esercizio dei poteri di controllo sulla programmazione e sull'attuazione degli interventi ordinari e straordinari nel mezzogiorno, segretario dall'11 dicembre 1979 all'11 luglio 1983. Dopo l'esperienza parlamentare il suo impegno continua a Catania nella segreteria della Cgil. Alcuni anni dopo per la conoscenza dei problemi della città viene  eletto segretario del Comitato cittadino del PCI. Dopo il grande impegno catanese (1984-90) decide di far ritorno a Lentini, dove risiede la famiglia, per continuare a svolgere l'attività sindacale per un cero periodo, prima di andare in pensione. Da allora  partecipa attivamente nel Comitato per la salute. Un impegno che continua ancora ad oggi (2021) per migliorare la sanità territoriale e ospedaliera e in difesa dell'ambiente contro la devastazione del territorio. Un impegno quotidiano insieme ad altri per la salute, la salvaguardia dell'ambiente e i diritti delle persone.
È stato attivo, assieme a Pio La Torre, Agostino Spataro, Giovanni Rossino e altri deputati del Partito Comunista Italiano nella campagna politica contro i missili a Comiso. Il suo maggiore impegno, oltre a Comiso e il contrasto alle mafie, è stato sempre rivolto sui problemi del Mezzogiorno e il rilancio delle zone interne della Sicilia attraverso l'ammodernamento della rete viaria e in particolare per la realizzazione della strada Nord-Sud al fine di fare uscire quell'area ricca di storia e bellezze naturali dall'isolamento. Dopo una coinvolgente iniziativa unitaria delle popolazioni e una pressante azione parlamentare viene strappato un primo finanziamento e inserita nel piano decennale sulla grande viabilità. Nel contesto dell'azione per il Mezzogiorno va sottolineato l'impegno per l'inserimento delle zone interne della Sicilia nel progetto speciale 33 della Cassa del Mezzogiorno, per la  metanizzazione di tutta l'area meridionale, la valorizzazione dei sali potassici di Pasquasia e zone vicine, il completamento di alcuni sistemi idrici plurimi per uso civile e agricoli di fronte alla penuria d'acqua e l'avvio di una seria politica per lo sviluppo della ricerca scientifica nel campo agro-industriale e delle nuove tecnologie attraverso il coinvolgimento delle Università meridionali.  Sulla vicenda drammatica dell'Afghanistan manifestò  il suo dissenso trattandosi non di un intervento ma di una invasione da parte dell'Unione Sovietica. Anche  contro la radiazione del gruppo del Manifesto si espresse nel lontano 1969 convinto della giustezza di quelle critiche nei confronti delle degenerazioni di quel sistema e dello stalinismo, senza però disconoscere l'importanza della Rivoluzione d'Ottobre e il sacrificio immane del popolo russo nella lotta contro il nazifascismo. Aderì al Pci sull'onda dei fatti di luglio del 1960, protagonista la generazione delle magliette a strisce. Una generazione piena di ideali, non ideologica, libera in un Paese che cambiava negli stili di vita, nel sociale e nella politica. Con la fine del Partito Comunista Italiano non aderisce al Pds tantomeno ai scissionisti di Rifondazione comunista restando libero dalle appartenenze, continuando  nel suo impegno verso il mondo del lavoro e gli ultimi.
Ha scritto interventi e articoli per Girodivite. Nel 2022 i suoi interventi per questa testata online sono stati raccolti con il titolo Qualche parola (2015-2022) e pubblicati come ebook.